# Brayan Angulo
 Brayan Alexis Angulo León (Cali, Valle del Cauca, Colombia; 2 de noviembre de 1989) más conocido como "Chico Angulo" es un exfutbolista colombiano nacionalizado español. Jugaba de Lateral izquierdo. Actualmente ejerce como asistente técnico, del entrenador argentino Pablo Guede, en el equipo Club Puebla de la Liga MX.

## Trayectoria

### América de Cali
Se formó en las categorías, del club de su ciudad, el América de Cali, club en el que debutó en el año 2005 y en el que permaneció hasta 2007.

### Boavista
Fue traspasado al conjunto portugués Boavista en 2008. 

### Leixoes
Un año después jugó en el Leixões. Jugó un año y medio en la Primera División de Portugal. 

### Deportivo La Coruña
El futbolista es transferido al Deportivo La Coruña español, por un año con opción de compra. En un principio seriá suplente del brasileño Filipe Luís., después de una temporada en la que no debutó en la liga debido a una grave lesión de rodilla que se produjo en un partido de Copa del Rey.

### Rayo Vallecano
Cedido al Rayo Vallecano con el que logró el ascenso a Primera División. 

### Atlético Baleares
Para la temporada 2011-2012 ha fichado por el Atlético Baleares para jugar en Segunda División B de España.

### Granada
El 9 de julio de 2012, el Granada, de la Primera División de España anuncia el fichaje de Brayan Angulo por tres campañas. En su primera temporada fue el suplente de Guilherme Siqueira, aunque pudo debutar en Primera el 30 de septiembre, entrando al campo en el minuto 67 en sustitución de Fabián Orellana en una victoria en casa por 2-1 ante el Celta de Vigo. Su primer gol en la máxima competición llegó el 5 de enero del año siguiente, en una derrota en casa 1-2 ante el Valencia. De cara a la temporada 2013/14, Siqueira se marcha al Benfica, lo que convierte a Angulo en titular indiscutible en el flanco zurdo granadinista,

### Ludogorets Razgrad
En el 2014 jugó en Bulgaria y disputó la Champions League. Estando en Bulgaria es llamado por primera vez a la Selección Colombia.

El 15 de mayo de 2015 se corona campeón de la Liga de Bulgaria sumando el cuarto título consecutivo de su equipo y el segundo en su cuenta personal.
Su primer gol con esta camiseta sería el 23 de septiembre en la goleada 5 por 0 de como visitantes sobre Lokomotiv 1929 por la primera ronda de la Copa de Bulgaria.

### Jaguares de Chiapas
El 14 de julio de 2016 es presentado como nuevo jugador de Jaguares de Chiapas de la Primera División de México.

### Puebla
El 22 de junio de 2017 es confirmado como nuevo jugador de Puebla de la Primera División de México. Debutaría el 22 de julio en la dura derrota 5 por 0 en casa de los Tigres UANL, en la siguiente fecha el 28 de julio marca su primer gol con el club contra Monarcas Morelia marcando también el autogol para el 1 por 1 final.

## Selección nacional
Es convocado por primera vez a la Selección Colombia de mayores el 9 de noviembre del 2014 por el DT José Néstor Pékerman para los juegos amistosos internacionales, frente a Selección de fútbol de Estados Unidos y Selección de fútbol de Eslovenia.
Hizo su estreno con la Selección de mayores el 18 de noviembre del 2014 en un juego frente a la Selección de fútbol de Eslovenia entrando por Juan Guillermo Cuadrado.

## Estadísticas

### Como jugador
| Club                         | Temporada           | Liga  | Liga  | Copa Nacional | Copa Nacional | Copa Internacional | Copa Internacional | Total | Total |
| Club                         | Temporada           | Part. | Goles | Part.         | Goles         | Part.              | Goles              | Part. | Goles |
| ---------------------------- | ------------------- | ----- | ----- | ------------- | ------------- | ------------------ | ------------------ | ----- | ----- |
| América de Cali · Colombia   | 2005                | 1     | 0     | -             | -             | -                  | -                  | 1     | 0     |
| América de Cali · Colombia   | 2006                | 17    | 0     | -             | -             | -                  | -                  | 17    | 0     |
| América de Cali · Colombia   | 2007                | 18    | 1     | -             | -             | -                  | -                  | 18    | 1     |
| América de Cali · Colombia   | Total               | 36    | 1     | 0             | 0             | 0                  | 0                  | 36    | 1     |
| Boavista Portugal            | 2007-08             | 13    | 0     | -             | -             | -                  | -                  | 13    | 0     |
| Boavista Portugal            | Total               | 13    | 0     | 0             | 0             | 0                  | 0                  | 13    | 0     |
| Leixões Portugal             | 2008-09             | 17    | 0     | -             | -             | -                  | -                  | 17    | 0     |
| Leixões Portugal             | Total               | 17    | 0     | 0             | 0             | 0                  | 0                  | 17    | 0     |
| Deportivo La Coruña · España | 2009-10             | 0     | 0     | 2             | 0             | -                  | -                  | 2     | 0     |
| Deportivo La Coruña · España | Total               | 0     | 0     | 2             | 0             | 0                  | 0                  | 2     | 0     |
| Rayo Vallecano · España      | 2010-11             | 4     | 0     | -             | -             | -                  | -                  | 4     | 0     |
| Rayo Vallecano · España      | Total               | 4     | 0     | 0             | 0             | 0                  | 0                  | 4     | 0     |
| Atlético Baleares · España   | 2011-12             | 39    | 2     | -             | -             | -                  | -                  | 39    | 2     |
| Atlético Baleares · España   | Total               | 39    | 2     | 0             | 0             | 0                  | 0                  | 39    | 2     |
| Granada · España             | 2012-13             | 15    | 1     | 2             | 0             | -                  | -                  | 17    | 1     |
| Granada · España             | 2013-14             | 34    | 0     | 1             | 0             | -                  | -                  | 35    | 0     |
| Granada · España             | Total               | 49    | 1     | 3             | 0             | 0                  | 0                  | 52    | 1     |
| Ludogorets Razgrad Bulgaria  | 2014-15             | 20    | 0     | 3             | 0             | 3                  | 0                  | 26    | 0     |
| Ludogorets Razgrad Bulgaria  | 2015-16             | 6     | 0     | 2             | 1             | 2                  | 0                  | 10    | 1     |
| Ludogorets Razgrad Bulgaria  | Total               | 26    | 0     | 5             | 1             | 5                  | 0                  | 36    | 1     |
| Jaguares de Chiapas · México | 2016-17             | 29    | 0     | 2             | 0             | -                  | -                  | 31    | 0     |
| Jaguares de Chiapas · México | Total               | 29    | 0     | 2             | 0             | 0                  | 0                  | 31    | 0     |
| Club Puebla · México         | 2017-18             | 32    | 2     | -             | -             | -                  | -                  | 32    | 2     |
| Club Puebla · México         | 2018-19             | 28    | 2     | 5             | 0             | -                  | -                  | 33    | 2     |
| Club Puebla · México         | 2019-20             | 15    | 1     | -             | -             | -                  | -                  | 15    | 1     |
| Club Puebla · México         | A-2020              | 18    | 1     | -             | -             | -                  | -                  | 18    | 1     |
| Club Tijuana · México        | C-2021              | 17    | 0     | -             | -             | -                  | -                  | 17    | 0     |
| Club Tijuana · México        | 2021-22             | 31    | 2     | -             | -             | -                  | -                  | 31    | 2     |
| Club Tijuana · México        | Total               | 48    | 2     | 0             | 0             | 0                  | 0                  | 48    | 2     |
| D. Toluca · México           | 2022-23             | 40    | 1     | -             | -             | -                  | -                  | 40    | 1     |
| D. Toluca · México           | Total               | 40    | 1     | 0             | 0             | 0                  | 0                  | 40    | 1     |
| Club Puebla · México         | 2023-24             | 34    | 2     | -             | -             | 2                  | 1                  | 34    | 2     |
| Club Puebla · México         | 2024-25             | 29    | 0     | -             | -             | 2                  | 0                  | 31    | 0     |
| Club Puebla · México         | Total               | 156   | 7     | 5             | 0             | 4                  | 1                  | 167   | 8     |
| Total en su carrera          | Total en su carrera | 457   | 14    | 17            | 1             | 9                  | 1                  | 483   | 16    |

#### Selección
| Selección                | Año                      | Partidos | Goles |
| ------------------------ | ------------------------ | -------- | ----- |
| Absoluta                 | 2014                     | 1        | 0     |
| Total Selección Colombia | Total Selección Colombia | 1        | 0     |

### Como asistente técnico
| Equipo               | AT de:      | Periodo             | Periodo  |
| Equipo               | AT de:      | Desde               | Hasta    |
| -------------------- | ----------- | ------------------- | -------- |
| Club Puebla · México | Pablo Guede | 20 de junio de 2025 | Presente |

## Palmarés

### Campeonatos nacionales
| Título                   | Club               | País     | Año  |
| ------------------------ | ------------------ | -------- | ---- |
| Supercopa de Bulgaria    | Ludogorets Razgrad | Bulgaria | 2014 |
| Primera División 2014-15 | Ludogorets Razgrad | Bulgaria | 2015 |
| Primera División 2015-16 | Ludogorets Razgrad | Bulgaria | 2016 |